# Torrebaja
Torrebaja – gmina w Hiszpanii, w prowincji Walencja, we wspólnocie autonomicznej Walencja, o powierzchni 4,72 km². W 2011 roku liczyła 463 mieszkańców.